# Nhái cây thợ rèn
Nhái cây thợ rèn, tên khoa học Hypsiboas faber, là một loài ếch thuộc họ Nhái bén. Loài này có ở Argentina, Brasil, và Paraguay.
Môi trường sống tự nhiên của chúng là rừng ẩm vùng đất thấp nhiệt đới hoặc cận nhiệt đới, sông ngòi, đầm nước ngọt, đầm nước ngọt có nước theo mùa, các đồn điền, vườn nông thôn, rừng trước đây suy thoái nghiêm trọng, và ao. Nó không được IUCN xem là loài bị đe dọa.

## Hình ảnh

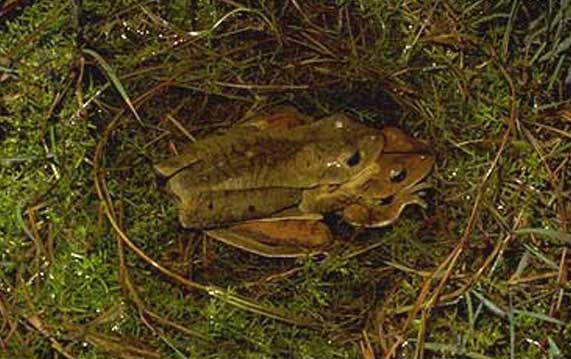
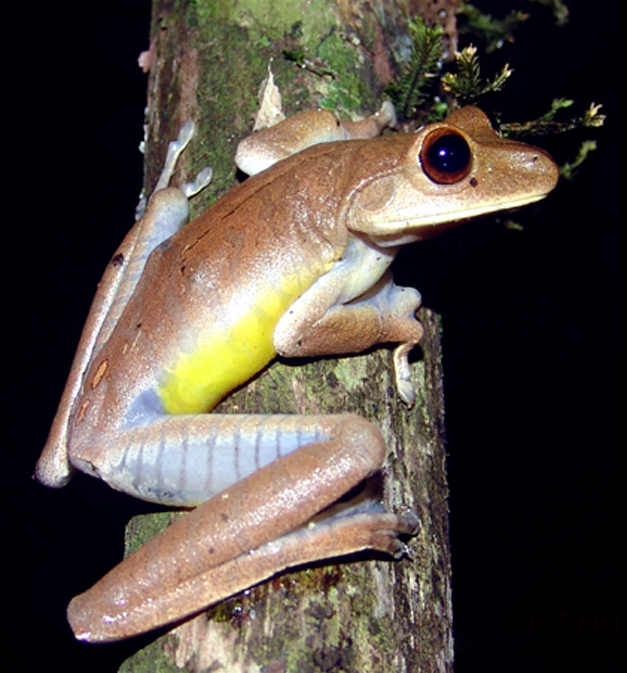
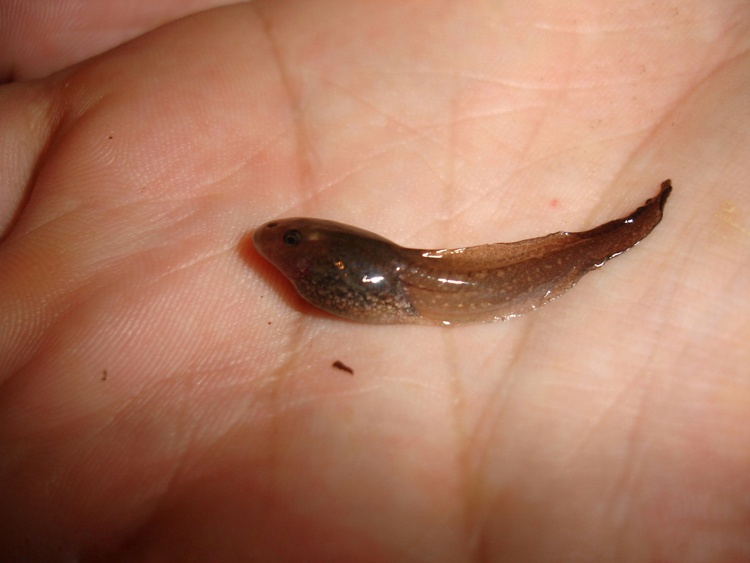
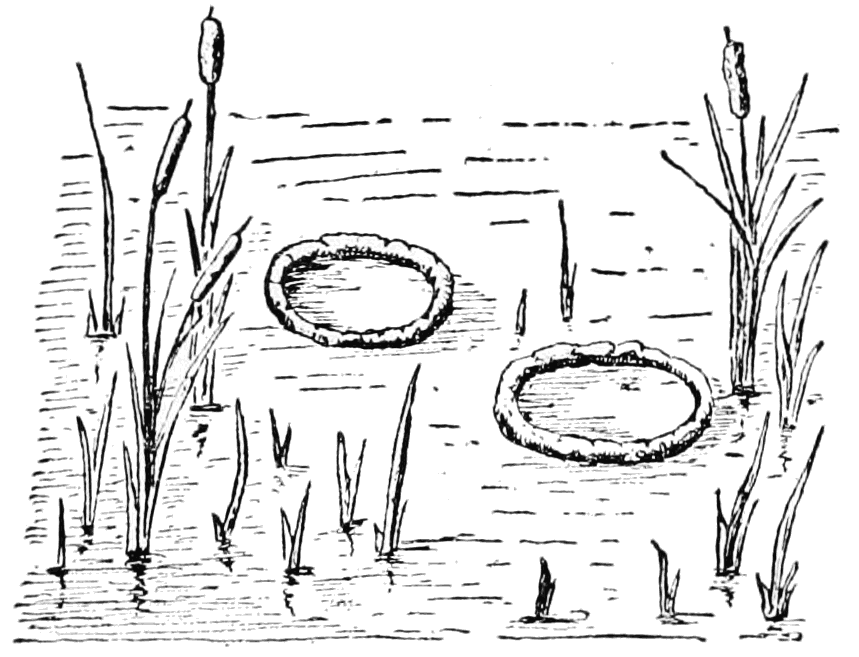